# Dave Lombardo
Dave Lombardo (Havana, 16. veljače 1965.) je kubansko-američki glazbenik, najpoznatiji kao bivši bubnjar thrash metal sastava Slayer. Lombardo je trenutno bubnjar sastava Suicidal Tendencies, Dead Cross i Misfits.
Sa Slayerom je snimio šest studijskih albuma. Iako je dvaput napustio grupu, ponovo joj se vratio 2001. godine, no 2013. godine bio je izbačen iz sastava jer je previše vremena provodio sa ženom. Također je bio član sastava Grip Inc., Fantômas i Testament, a surađivao je i s Apocalypticom. Smatra ga se jednim od najutjecajnijih modernih metal bubnjara.

## Diskografija
Slayer
- 1983.: Show No Mercy
- 1984.: Haunting the Chapel
- 1985.: Live Undead
- 1985.: Hell Awaits
- 1986.: Reign in Blood
- 1988.: South of Heaven
- 1990.: Seasons in the Abyss
- 1991.: Decade of Aggression
- 2006.: Christ Illusion
- 2009.: World Painted Blood

Fantômas
- 1999.: Fantômas
- 2001.: The Director's Cut
- 2004.: Delìrium Còrdia
- 2005.: Suspended Animation
- 2005.: Fantômas / Melt-Banana

Grip Inc.
- 1995.: Power of Inner Strength
- 1997.: Nemesis
- 1999.: Solidify
- 2004.: Incorporated

Testament
- 1999.: The Gathering

Ostali doprinosi
- 1994.: Jesus Killing Machine – Voodoocult
- 1999.: Vivaldi The Meeting – Lorenzo Arruga, Dave Lombardo & Friends
- 199'9: Taboo & Exile – John Zorn
- 2000.: Xu Feng – John Zorn
- 2003.: Reflections – Apocalyptica
- 2005.: Apocalyptica – Apocalyptica ("Betrayal/Forgiveness")
- 2005.: Drums of Death – DJ Spooky
- 2006.: (ONe) – The Panic Channel
- 2007.: Worlds Collide – Apocalyptica ("Last Hope")
- 2009.: Stand By Me – Baron s Lemmyjem i Daveom Lombardom
- 2010.: 7th Symphony – Apocalyptica